# Alžir (grad)
Alžir, Alger ili Algir (arapski: مدينة الجزائر,  francuski: Alger) je luka i glavni grad države Alžira. Leži amfiteatralno oko zapadnog dijela istoimenog zaljeva Sredozemnog mora. Smješten je na padinama Sahela, brdskog lanca gorja Atlas, paralelnog s obalom.
Stari, gusto naseljeni dio grada (tzv. Kazba Alžira) karakteriziraju strme, uske ulice, nadsvođena stubišta i mnoga muslimanska groblja (najpoznatije El Kettar). Zbog toga je 1992. godine Kazba Alžira upisana na UNESCO-ov popis mjesta svjetske baštine u Africi. Novi dio moderno je izgrađen sa širokim ulicama, palačama i parkovima; većinom iz francuskog kolonijalnog doba (1830-1962).  
Alžir je kulturno središte sjeverne Afrike. Sveučilište s pravnim, medicinskim, farmaceutskim i filozofskim fakultetima; astronomski, meteorološki i geofizički opservatorij; geografski institut, institut za istraživanje Sahare, za orijentalne znanosti i za islamska pitanja; knjižnica, muzej.
U predgrađima je prehrambena, kemijska i petrokemijska industrija; brodogradnja. Luka Alžir ubraja se među najaktivnije i najbolje opremljene luke sjeverne Afrike. Željezničkom prugom spojen je s Tunisom i Marokom. Ima međunarodni aerodrom.

## Povijest
Oko 1200. pr. Kr. Feničani su naselili prostor današnjeg Alžira i osnovali su naselje Ikosim. Kasnije su njime vladali numidijski kraljevi, dok nije postao rimski grad Icosium. God. 944. osnovano je naselje iz kojeg se razvio današnji Alžir. Od 13. stoljeća u vlasti sultana od Tlemcena, a 1514. postaje uporište Berberskih gusara koji su kroz tri stoljeća ugrožavali kršćanske brodove. Francuzi su ga osvojili 1830. i držali ga svojim dok 1962. nije oslobođen. U Drugom svjetskom ratu grad Alžir su Saveznici oslobodili 9. studenoga 1942. Bio je zadnjim gradom kojeg su Saveznici oduzeli Osovinskim silama u operaciji Baklja.

## Klima
Alžir se nalazi u sredozemnoj klimatskoj zoni s toplim suhim ljetima i hladnim vlažnim zimama. Prosječna godišnja temperatura iznosi 18,2 °C. Najtopliji mjesec je kolovoz s prosječnom temperaturom od 25,2 °C, dok su najhladniji siječanj i veljača s prosječno 12,2 do 12,6 °C. Vjetar s mora donosi osvježenje ljeti, a zimi su česte nepogode s dosta kiše. Dana 9. studenog 2001. godine, u gradu je u jakom nevremenu stradalo 672 ljudi, a 1500 obitelji je ostalo bez krova nad glavom. Prosječna godišnja količina padalina je 598 milimetara. Najviše kiše padne između studenog i veljače.

## Gradovi prijatelji
Alžir ima partnerske ugovore sa sljedećim gradovima:
| - Amsterdam, Nizozemska - Barcelona, Španjolska - Casablanca, Maroko - Dakar, Senegal - İzmir, Turska - Kairo, Egipat - London, Ujedinjeno Kraljevstvo - Marseille, Francuska - Montréal, Kanada | - Moskva, Rusija - New York, SAD - Pariz, Francuska - Peking, Kina - Rim, Italija - Tripoli, Libija - Tunis (grad), Tunis - Ženeva, Švicarska |

## Vanjske poveznice
Sestrinski projekti
|  | Zajednički poslužitelj ima stranicu o temi Grad Alžir    |
|  | Zajednički poslužitelj ima još gradiva o temi Grad Alžir |